# Шарчино
Ша́рчино (рос. Шарчино) — село у складі Тюменцевського району Алтайського краю, Росія. Адміністративний центр Шарчинської сільської ради.

## Населення
Населення — 1640 осіб (2010; 1822 у 2002).
Національний склад (станом на 2002 рік):
- росіяни — 96 %